# Менсур Куртіші
Менсу́р Куртіші (алб. Mensur Kurtishi; 25 березня 1986, Куманово, СФРЮ) — македонський футболіст албанського походження, нападник клуба «Шкендія» і національної збірної Македонії.